# Aljaž Krefl
Aljaž Krefl, slovenski nogometaš, * 20. februar 1994, Slovenj Gradec.
Krefl je profesionalni nogometaš, ki igra na položaju branilca. Od leta 2024 je član slovenskega kluba Celje, ki ga je leta 2025 posodil v Aluminij. Pred tem je igral za slovenske klube Rudar Velenje, Šmartno 1928 in Olimpijo ter srbsko Spartak Subotico. Skupno je v prvi slovenski ligi odigral 200 tekem in dosegel devet golov. Z Olimpijo je osvojil naslov državnega prvaka v sezonah 2015/16, 2017/18 in 2022/23 ter slovenski pokal v letih 2018 in 2023. Bil je tudi član slovenske reprezentance do 18 in 21 let. 